# شوت سان فيليب (كيبك)
شوت سان فيليب (بالإنجليزية: Chute-Saint-Philippe, Quebec)‏ هي بلدية محلية في كيبيك تقع في كندا في Antoine-Labelle Regional County Municipality. يقدر عدد سكانها بـ 892 نسمة ومساحتها 321.40 كم2 .